# Potamogeton wrightii
Potamogeton wrightii är en nateväxtart som beskrevs av Thomas Morong. Potamogeton wrightii ingår i släktet natar, och familjen nateväxter. Inga underarter finns listade.